# 마침의 하우스
점성술에서 마침의 하우스(cadent house)는 황도대에서 각각의 사분면의 마지막 하우스이다. 천궁도에서 한 개의 사분면은 (모서리에 위치한 하우스인) 모서리의 하우스에서 시작하며, 연속의 하우스로 이어지고, 마침의 하우스에서 끝난다. 그렇게 점성술 차트에는 모서리의 하우스와 연속의 하우스 그리고 마침의 하우스로 이루어진 네개의 사분면이 있다.
그리스어로 마침의 하우스는 축어적으로 "떨어지는" 또는 "내려가는"을 의미하는 아포클리마라고 불렸는데, 그 하우스들은 그것들의 상승점에 대한 수직과 대립적 관계로 인하여, 가장 영향력 있다고 여겨진 모서리 하우스의 세력으로부터 떨어지는 것으로 보였기 때문이다. 아포클리마라는 단어는 퇴보와 쇠퇴의 의미도 담고 있다. 영단어 "케이던트(cadent)"는 아포클리마의 라틴어 번역에서 파생되었고, 본래 가문의 작은 분가나 둘째 이하의 자식을 의미했던 "cadet(커텟)"의 어원이다.
그러므로 점성가들에게 마침의 하우스들은 그것들의 본성 때문에 일반적으로 모서리의 하우스들이 연속의 하우스들 보다 덜 비옥하고 덜 생산적인 장소로 여겨졌으며, 그곳에 있는 행성은 일반적으로 보다 덜 강력하며 덜 편하다고 여겨진다. 마침에 하우스에 대한 전칭적인 쇠퇴의 견해는 고대의 문헌들에서 발견된다. 예를 들면, 파울루스 알렉산드리누스는 그 하우스들에 대해 이렇게 말한다.: "이 별자리(3, 6, 9, 12 하우스)에서 발견되는 별들(행성들)은 부조화롭게 된다. 그리고 그것을은 때때로 적의 있는 상황을 초래하며, 때로는 이별과 추방을 야기한다." (그러나, 마침의 하우스에 있는 행성이 목성과 같은 길성과 삼분위각을 거의 정확히 맺고 있다면, 그것은 최대의 영향력을 발휘 할 수 있다.")
마침의 하우스에 "빈약함과 작은 효력"의 꼬리표를 붙힌 구이도 보나티와 윌리엄 릴리와 같은 중세와 르네상스 점성가들에게 있어서 마침의 하우스가 약하며 비효율적이라는 관념이 존속된다.

## 네 개의 마침 하우스
네 개의 마침의 하우스는 다음과 같다.:
- 천궁도의 세 번째 하우스는 우리의 형제자매, 서신과 전달자, 우리의 이웃 그리고 단기간의 여행을 다스린다. 많은 점성가들이 우리의 의사소통과 지적 처리 능력을 연관짓기도 한다.

- 천궁도의 여섯번째 하우스는 질병과 우리의 의무와 책임 그리고 가장 일에 있어서 가장 일상적인 국면을 나타낸다. 여섯번째 하우스는 봉사자들의 하우스이며, 따라서 다른 사람들에 대한 우리의 봉사를 나타내지만, 노예 상태나 우리가 원치 않지만 마지못해 하는 일도 포함된다. 릴리는 이 하우스를 작은 가축 뿐만 아니라, 그것으로 인한 득과 실과도 연관지었다.

- 천궁도의 아홉번째 하우스는 보다 높은 우리의 의식과 종교적 신념 그리고 각성의 정도를 다스린다. 그것은 대학 교육과 철학의 하우스이기도 하며, 집으로부터 먼 거리의 장기간의 여행과 연관된다. 어떤 현대점성가들은 그것에 법과의 연관성도 부여한다.

- 천궁도의 열두번째 하우스는 골칫거리, 자기파멸, 은밀한 적들 그리고 (수용소나 감옥으로의) 투옥 그리고 일하는 동물과 같은 큰 가축을 다스린다. 애니 베전트와 같은 신지학자들이 이 하우스를 전생으로부터의 업보와 결부시킨 이저벨 히키와 같은 점성가들에게 영향을 주었다.

## 본연의 하우스
20세기에, "본연의 하우스(natural houses)"라는 개념이 인기 있었다. 그것은 점성술 차트에서 각각의 열두 하우스는 하나씩의 황도대 별자리에 상응한다는 주장에서 비롯되었는데, 첫 번째 하우스는 양자리에 해당하며, 두 번째는 황소자리 등으로, 열두 번째 하우스가 물고기자리와 연결될 때까지 차트를 돌면서 할당된다.
"본연의 하우스"를 채택한다면, 세 번째 하우스는 쌍둥이자리에 해당되며, 여섯번째 하우스는 처녀자리에, 아홉번째 하우스는 사수자리에 그리고 열두 번째 하우스는 물고기자리에 해당된다.
그러한 수비학적 개념은 적어도 피타고라스의 시대까지 거슬러 올라가며 분명 고대 점성가들에게 있어서 각각의 하우스와 다른 하우스들 간의 특히 상승점과의 각도 관계에 대한 해석의 도구가 되었다. 그러나 "본연의 하우스" 교의는 본래의 개념을 심하게 왜곡시킬 정도로. 그러한 유사성이 확대 해석된다. 고대의 점성가들에게는 같은 성격과 위계를 야기하는 그러한 황도대와적 일치성은 전혀 관찰되지 않았다.
게다가, "본연의 하우스"를 사용한다면, 마침의 하우스는 황도대의 변통궁에 상응하므로, 매우 융통성 있고 적응성이 있는 것으로 해석된다. 그러나, 그러함이 그 하우스들의 본질상 약하고 불리한 본성을 흐리게 한다. 그것들에 위치해 있는 행성들은 영향력이 결여되고, 심지어는 흉성이 될 수도 있으며, 그렇다면 불운한 효과를 갖게 될 수도 있다.

## 세 번째 하우스
고대의 점성가들은 세 번째 하우스에 대해 쌍둥이자리와의 일치성을 암시하는 것과는 매우 다른 견해를 갖고 있었다. 이 하우스의 기본적인 의미는 오늘날 존속된 것과 마찬가지로 형제자매였다. 그러나, 쌍둥이자리는 그 의미를 갖고 있지 않다. 세 번째 하우스는 쌍둥이자리의 주인인 수성과 특정한 관련성이 있었다기보다는 "달의 여신의 하우스"였다. 달이 세 번째 하우스에서 기뻐으며, 그것이 거기에 위치해 있다면 매우 위엄있었다. 그리고, 이 하우스는 종교 의식의 장소, 특히 (아마도 오늘날 "신비술"이라고 부르는) 비관습적인 것이었으며, 쓰거나 말하는 것과는 아무런 관계가 없었다. 그러나, 고대인들에게 있어서 기억을 수반하는 마음의 개념에는 달이 훨씬 더 많이 관련되었음은 분명하다.
세 번째 하우스는 여행을 뜻하는 다소의 내포 또한 지니고 있지만, 크레인은 그러함을 그것이 여행을 뜻하는 주요 내포를 담고 있는 태양의 하우스인 아홉번째 하우스의 맞은편에 있다는 사실로부터 파생되었음을 전제로 한다.

## 여섯번째 하우스
고대의 점성가들은 "나쁜 운세의 하우스"라고 불리는 여섯번째 하우스에 대해 매우 회의적인 견해를 갖고 있었다. 발렌스는 이 하우스와 도둑과 거지, 보병 그리고 노예 사이를 분명히 관계지었다. 이 하우스는 언제나 질병과 연관성을 가지며, 따라서, 고통과도 연관된다. 그러한 한 가지 이유로는 그것은 생명의 하우스로 여겨지는 상승점의 하우스에 대해 매우 약한 각도에 있기 때문이다. 상승점에 대한 여섯번째 하우스의 관계는 반감이다. 그것은 150도 떨어진 만큼 상승점을 조화롭게 대하지 못한다.
그러한 약점 때문에, 여섯번째 하우스는 노예와 노역과 연관되어오고 있으며, 아마도 그러한 이유로, 일 중에서 가장 일상적이고 고된 것과 연관되어 오고 있는 듯하다. 그리고, 이 하우스는 사람들이 반드시 다른 사람들을 위해서 봉사하기 위해서 매일마다 보고해야만 하는 의무의 장소라는 뜻도 지니고 있다. 그러함은 그것이 생업의 하우스라는 의미가 아니며 직업의 뜻도 물론 아니다. 동물 또한 인간에게 봉사하는 것으로 여겨지는데, 여섯번째 하우스는 두 개의 불행의 하우스 중에서 작은 것이기 때문에, 아마도 이 하우스에는 작은 동물이 연관되었던 듯하다.
화성이 여섯번째 하우스에서 즐거워하며, 그것은 이 하우스에 있을 때 위엄을 갖춘다. 화성은 그것의 효력이 종종 불운하며 호전적이기 때문에 불길한 행성으로 여겨진다. 여섯번째 하우스에서의 화성의 기쁨은 그것의 열병과 급성 질환과의 오랜 연관에서 비롯된 것일 수도 있지만, 화성이 "덜한 흉성"인 것은 사실이며 (토성이 "가장 심하다.") 그러므로 덜 불운한 하우스에서 기쁘다고 할 수 있다.

## 아홉번째 하우스
고대인들에게 "태양신의 하우스"라고 불렸던 아홉번째 하우스에게는 현재 다른 많은 견해가 있다. 이 하우스는 언제나 정통파 종교의 성립과 (고대에 종종 교육의 목적으로 행해졌던) 여행과 연관된다. 태양이 여기서 기뻐하는데, 헬레니즘 후기의 종교에서 태양은 신의 눈으로 여겨졌다. 베티우스 발렌스는 이 하우스를 "전(前)중천"이라고 부르며, 상당한 영향력을 부여한다. 여기서는 흉성과 길성 모두가 강해진다.
중세 점성가들은 이 하우스를 교회와 성직자, 원양 항해, 서적, 학습, 철학 그리고 꿈과 연관짓는다. 그러한 꿈과의 연관성은 매우 고대 때의 것인데, 아홉번째 하우스의 그러한 능력은 피르미쿠스와 파울루스 알렉산드리누스의 저술에서 설명되었다.

## 열두번째 하우스
서양 점성가들에게 열두 번째 하우스는 언제나 매우 불행한 장소로 여겨져오고 있다. 헬레니즘 점성가들은 그것을 "악령의 하우스"라고 불렀고 아랍이나 중세의 점성가들에게도 그것의 평판은 나아지지 않았다. 그러나, 분명 "대 흉성"인 토성이 이 여기서 기뻐하며, 상당한 위계를 갖는다. 발렌스는 이 장소에 있는 토성은 명예로운 행동을 위해 적지 않은 영향력을 행사할 것이다라고 전한다. 파울루스는 그렇지 않으면, 여기에 위치한 강력한 토성이 적들을 압도하는 성공을 가져오고, 일에서 기쁨을 얻을 것이다라고 주장한다.
피르미쿠스는 이 하우스를 노예와 적 그리고 결점과 연관지으며, 발렌스는 그것을 빈민과 거지와 연관짓는다. 매우 불운하며 물질적으로 결여된 그러한 관계는 대부분 일반적으로 마치 적들처럼 열두번째 하우스에서 발견된다.
중세 점성가들로부터 열두 번째 하우스와 투옥의 연관성이 파생되었다. 그러한 관념은 아마도 아랍에 기원이 있는 듯하다.
현대 점성가들은 열두번째 하우스에 초기의 전통에서는 전적으로 결여된 영적인 측면을 더한다. 그러함은 다소 힌두교의 영향을 받은 오늘날의 점성술에서의 신지학의 부흥에 근원이 있을 수도 있다. 조티시(힌두 점성술)에서, 열두 번째 하우스는 매우 불운하지만, 성활동과 영성과도 연관된다. 힌두 점성술은 모든 종류의 물질적 애착은 영적인 진보에 장애가 되는 것으로 여겨지는 열두 번째 하우스의 모든 의미 중에서 확실히 적이라는 점에 있어서 힌두교와 매우 밀접한 관계가 있다. 19세기 신지학 운동에 영향을 받은 애니 버전트와 앨리스 베일리와 같은 점성가들에 의해서 그러한 유사성이 시사된다.

## 같이 보기
- 출생 점성술
- 하우스
- 모서리의 하우스
- 연속의 하우스
- 파생 하우스